# Paneuropäischer Verkehrskorridor VIII

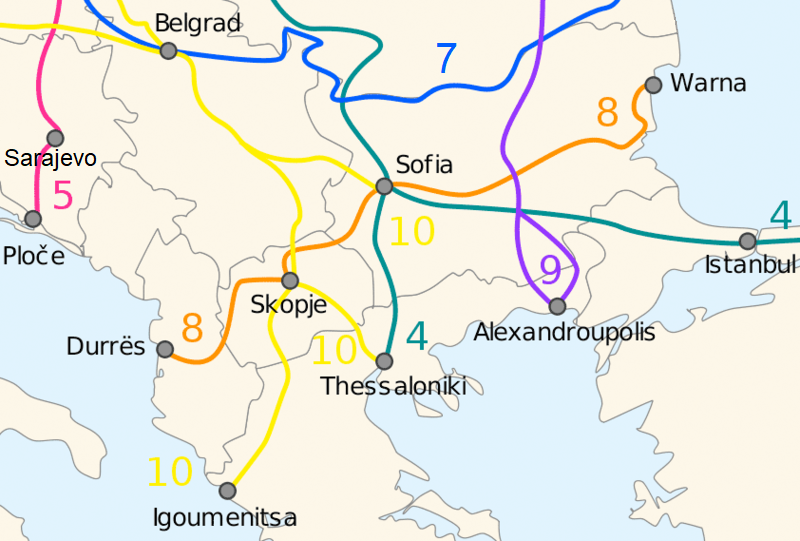
Karte des Korridors VIII

Der Paneuropäische Verkehrskorridor VIII ist eine Verkehrsachse von Albanien über Nordmazedonien nach Bulgarien. Paneuropäische Verkehrskorridore sind wichtige internationale Verkehrsachsen, die jeweils auf Schiene und Straße, teilweise auch kombiniert, zum wirtschaftlichen Warenaustausch und Aufschwung in Europa beitragen sollen. Der Korridor ist in Albanien und Bulgarien eine wichtige wirtschaftliche Verkehrsader.
Der Paneuropäische Verkehrskorridor VIII – in Albanien meist nur als Korridor VIII bezeichnet – verbindet als West-Ost-Achse im südlichen Balkan die albanischen Adria-Häfen mit dem Schwarzen Meer und gilt als kombinierte Verkehrsachse. Bulgarien und Nordmazedonien sollen dadurch einen verbesserten Zugang nach Westen erhalten. Albanien wie auch die anderen Länder erhoffen sich dadurch einen wirtschaftlichen Aufschwung.
Eine durchgehende Eisenbahnverbindung ist (Stand 2011) in naher Zukunft nicht realistisch. In Albanien besteht zwar eine Eisenbahnstrecke bis zum Ohridsee. Diese ist jedoch in einem schlechten Zustand, die Züge verkehren nur einmal täglich, und die Fahrt dauert wegen der niedrigen Geschwindigkeit mehrere Stunden. In Nordmazedonien gibt es keine Ost-West-Verbindung. In Richtung Albanien verkehren die Eisenbahnen bis Kičevo, nach Bulgarien besteht keine Verbindung. Bereits 1910 wurde der heutige bulgarisch-nordmazedonischer Grenzort Gjueschewo an das bulgarische Eisenbahnsystem angeschlossen.

## Verlauf und Stand des Ausbaus
| Nr.  | Streckenverlauf            | Streckenverlauf | Streckenverlauf                          | Streckenverlauf | Streckenverlauf                                                      | Länge (km) |
| ---- | -------------------------- | --------------- | ---------------------------------------- | --------------- | -------------------------------------------------------------------- | ---------- |
| VIII | Albanien                   |                 | Mazedonien                               |                 | Bulgarien                                                            | 1.300      |
| VIII | Durrës und Vlora – Elbasan | –               | Struga – Tetovo – Skopje – Kriva Palanka | –               | Kjustendil (Bulgarien) – Pernik – Sofia – Plowdiw – Burgas und Warna | 1.300      |

### Albanien

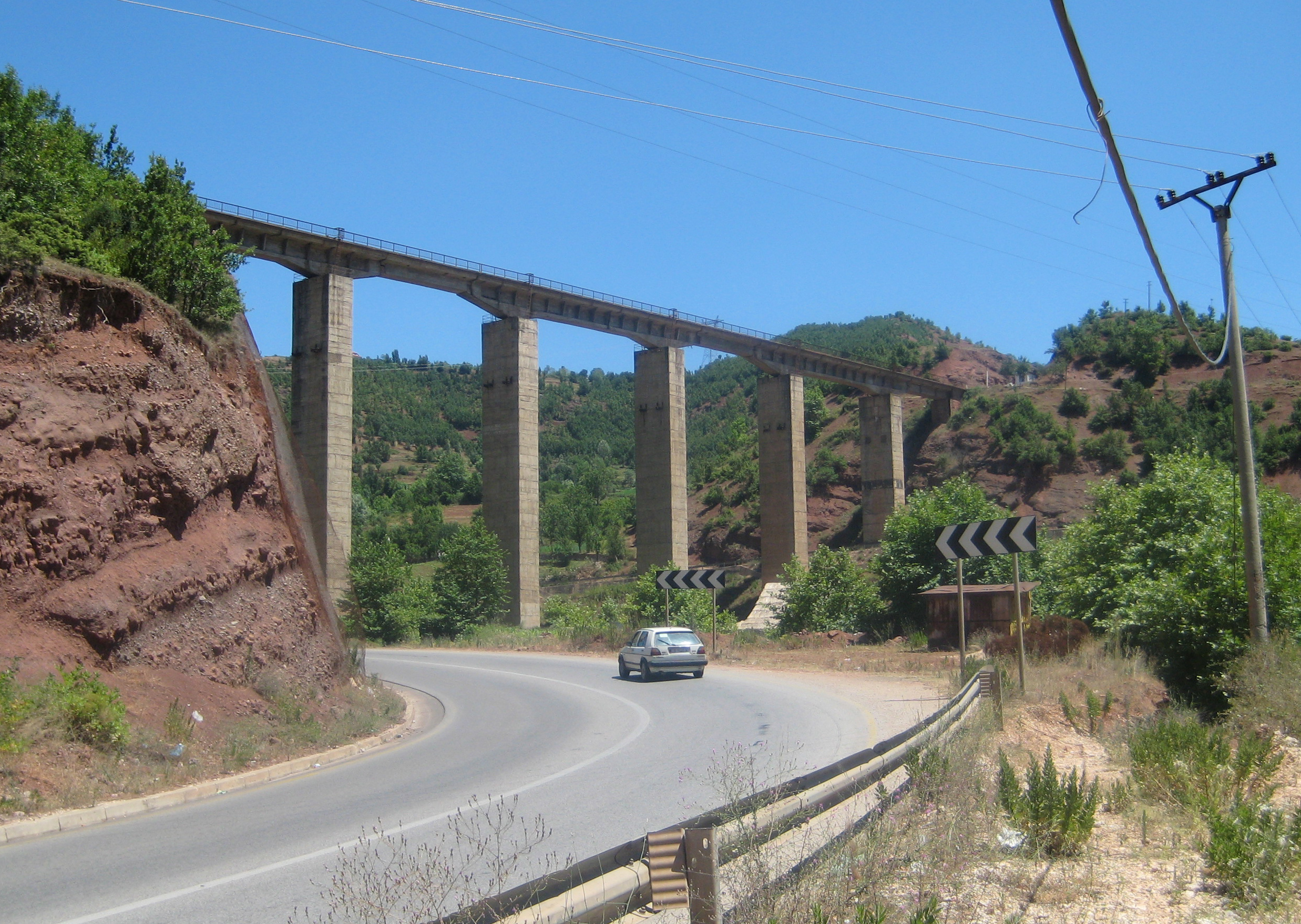
Korridor VIII zwischen Elbasan und Nordmazedonien – ausgebaute Straße und Eisenbahnbrücke

Die gesamte Strecke des Korridors in Albanien befindet sich in einem neuwertigen Zustand. Die Nationalstraßen folgen mehrheitlich der antiken Römerstraße Via Egnatia und wurden im 21. Jahrhundert ausgebaut beziehungsweise erneuert. Dahingegen befinden sich die Eisenbahnstrecken der Hekurudha Shqiptare im schlechten Zustand: Auf der Strecke zwischen Elbasan und Pogradec wurde der Verkehr gänzlich eingestellt, auf anderen Teilstrecken verkehren nur unregelmäßig Züge.
Vom Hafen Durrës, wo der Verkehrskorridor VIII beginnt, führt die SH 4 entlang der Bucht von Durrës als ausgebaute Autobahn über den Touristenort Golem nach Kavaja, umfährt diese Stadt und nimmt bei Rrogozhina das Teilstück von Vlora auf, das durchwegs als Autobahn oder Schnellstraße ausgebaut ist. Dieses Teilstück ist zwischen Rrogozhina und Fier ebenfalls als SH 4 markiert, von Fier nach Vlora ist sie als A2 gekennzeichnet. Alternativ zur Strecke über Kavaja ist die Strecke Durrës–Tirana–Elbasan durchgehend als Autobahn ausgebaut (SH 2, A1).
Bei Rrogozhina führt der Korridor VIII weiter als SH 7 über Peqin in die Industriestadt Elbasan und folgt dem Fluss Shkumbin als SH 3 bis zum Pass Qafë Thana, wo der Korridor als SH 9 zur nordmazedonischen Grenze unweit des Ohridsees führt. Die gesamte Strecke von Rrogozhina nach Nordmazedonien ist zu einer neuwertigen, aber teilweise kurvenreichen Straße ausgebaut. 2025 waren zwischen Elbasan und Librazhd Arbeiten im Gange zum Ausbau der Strecke als Autobahn.
Auch die Häfen von Durrës und Vlora wurden modernisiert und erweitert. Die Eisenbahnstrecke Fier–Vlora wurde von der privaten Gütergesellschaft Albrail erneuert.

### Nordmazedonien
In der Achse des Korridors sind die teilweise schon existenten, teilweise aber auch erst geplanten Autobahnen M2 und M3 inbegriffen. Die Nordumfahrung der Hauptstadt Skopje wurde am 22. Juni 2009 für den Verkehr freigegeben. Eine Autobahn zwischen Gostivar und der albanischen Grenze in der Nähe von Struga (M4) ist seit Jahren in Bau. Tetovo ist mit Skopje per Autobahn verbunden. Zwischen Kumanovo und der bulgarischen Grenze wird eine Schnellstraße geplant.
Für den gesamten Korridor wird zudem eine durchgehende Eisenbahnverbindung geplant, wobei für die Strecke Skopje–Sofia bereits im Jahr 1897 Pläne erstellt wurden. Ende Dezember 2021 wurde erklärt, dass der Bau und Ausbau der Strecke von Kumanovo bis Gjuschewo in Bulgarien bis 2035 fertig gestellt werden soll, nachdem die Arbeiten mehrfach von nordmazedonische Seite verschoben worden waren. Die ausführliche Planung der 63 Kilometer langen Eisenbahn-Neubaustrecke von Kičevo bis zur albanischen Grenze am Ohridsee wurde im Dezember 2012 ausgeschrieben. Der Planungsauftrag sollte nach 24 Monaten ausgeführt sein.
Im September 2012 erklärte Ministerpräsident Nikola Gruevski, dass die Regierung unter der Führung der VMRO-DPMNE im Jahr 2013 voraussichtlich mit den Ausbauarbeiten zu einer Autobahn auf der Strecke Gostivar-Kičevo beginnen wird. Am 12. November 2013 unterschrieb die nordmazedonische Regierung zusammen mit der chinesischen Sinohydro Corporation Limited ein Abkommen zum Bau der Autobahnen Skopje–Štip und Kičevo–Ohrid. Letztere ist Teil des Paneuropäischen Verkehrskorridors VIII. Die Bauarbeiten zu den beiden Strecken haben 2016 begonnen und mehr als 600 Millionen Euro gekostet. Die Autobahnen werden pro Fahrtrichtung zwei Fahrstreifen und einen Seitenstreifen beinhalten, in der Mitte getrennt durch einen Grünstreifen. Die Autobahn Kičevo–Ohrid wird eine Länge von 56,7 Kilometern und eine Höchstgeschwindigkeit von 120 km/h haben – Ende 2021 wurde die Fertigstellung innerhalb von zwei Jahren angekündigt. Eine Machbarkeitsstudie für den Ausbau der Strecke Tetovo–Kičevo wurde Anfang 2021 angekündigt. Die türkische Firma ENKA wurde zusammen mit seinem Joint-Venture-Partner Bechtel für den Bau des 109 km langen Autobahnprojekts Korridor 8 und 10d ausgewählt. Korridor 8 und Korridor 10d verbinden die Republik Nordmazedonien mit der regionalen Infrastruktur und den Häfen in Albanien, Bulgarien und Griechenland. Der Bau der Autobahn begann 2023 und soll gemäß den Vertragsbedingungen innerhalb von fünf Jahren abgeschlossen sein.

### Bulgarien

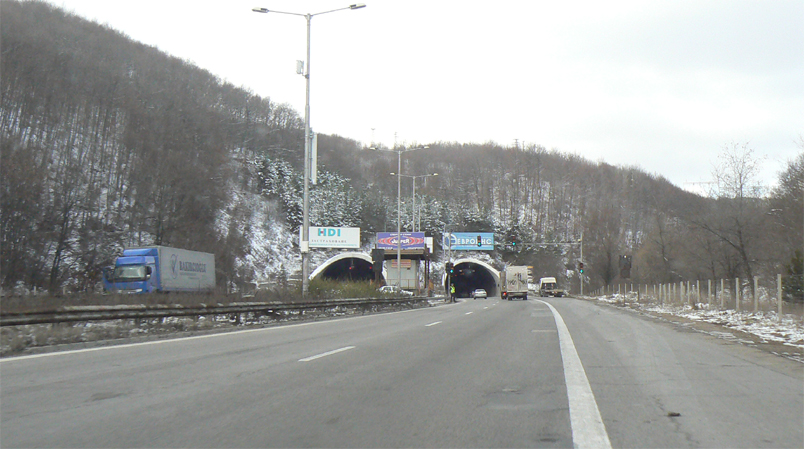
Tunnel Trayanowi Wrata an der Autobahn Thrakien in Bulgarien

In Bulgarien ist die 360 Kilometer lange Autobahn Thrakien, die Burgas mit Sofia verbindet, seit August 2013 fertiggestellt. Ihr Weiterverlauf nach Westen, die Awtomagistrala Ljulin von Sofia bis Pernik, wurde bereits im Frühjahr 2011 eröffnet. In Projektarbeit befindet sich auch der Ausbau der zweispurigen Straße von Pernik über Kjustendil zur nordmazedonischen Grenze beim Grenzübergang Gjueschewo. 2022 verlegte die bulgarische Regierung den Verlauf des Korridors ab Kjustendil. So soll dieser in Absprache mit der Europäischen Kommission und dem TEN-T Kernnetzkorridor Orient / Östliches Mittelmeer von Kjustendil in östlicher Richtung nach Dupniza zur Autobahn Struma folgen. Von dort aus soll eine zukünftige Autobahn Rila die Verbindung über Saparewa Banja und Samokow zur Autobahn Thrakien und Autobahn Hemus herstellen. Damit wird die bulgarische Hauptstadt südlich vom Witoscha-Gebirge umfahren. Bis zur Bau der Autobank Rila wird die Verbindung in nördlicher Richtung via der Sofioter Ringstraße erfolgen.
Der bulgarische Grenzbahnhof Gjueschewo wurde 1910 und die Eisenbahnlinie von dort über Kjustendil bis Radomir in Anfang der 1940er Jahre fertiggestellt. Letzte befindet sich heute in einem schlechten Zustand und ist nicht elektrifiziert, die Höchstgeschwindigkeit beträgt in vielen Teilen nur 25 km/h. Von dort über Sofia und Plowdiw bis nach Warna/Burgas ist die Strecke elektrifiziert und wird bereits für eine Höchstgeschwindigkeit von 160 km/h fertiggestellt.
Im Rahmen der Strecke Kumanovo – Gjuschewo muss Bulgarien, da Gjuschewo ein Grenzort ist, nur ein paar Kilometer Gleis verlegen, welches größtenteils in einem bereits existierenden Tunnel liegen wird, der später in Nordmazedonien aufhört.

## Film
2008 präsentierte der bulgarische Regisseur Boris Despodow auf der Berlinale den Dokumentarfilm Corridor #8. Hintergrund war eine Reise, die er von Sofia nach Tirana organisieren wollte, was jedoch als unmöglich erschien. Boris Despodow hat daraufhin die Strecke von Burgas nach Durrës abgefahren und filmte das Alltagsleben der Menschen entlang dieser Trasse.

## Links
- Osservatorio Balcani Caucaso Transeuropa (29. Mai 2025): Corridor 8, the long and winding road (Statusanalyse, englisch)